# Sinunukan IV
Sinunukan IV is een bestuurslaag in het regentschap Mandailing Natal van de provincie Noord-Sumatra, Indonesië. Sinunukan IV telt 1180 inwoners (volkstelling 2010).